# Сануди, Стэнли
Стэнли Сануди (англ. Stanley Sanudi; род. 2 февраля 1995, Дедза, Центральный регион) — малавийский футболист, защитник клуба «Майти Уондерерс» и национальной сборной Малави.

## Клубная карьера
Начал карьеру в 2012 году в составе клуба «Майти Тайгерс». С 2015 года — игрок «Майти Уондерерс». В феврале 2017 года продлил контракт с клубом.

## Карьера в сборной
В составе национальной сборной Малави дебютировал 6 июля 2015 года в товарищеском матче против Уганды (1:0). Принимал участие в трёх отборочных турнирах к Кубку африканских наций, шести Кубках КЕСАФА и двух квалификациях на чемпионат мира. Участник Кубка африканских наций 2021 года в Камеруне. По состоянию на январь 2022 года провёл за сборную 59 официальных игр.